# Tomás Yankelevich
Tomás Yankelevich (Buenos Aires, Argentina, 12 de dezembro de 1977) é um cineasta e diretor argentino.
É filho do produtor Gustavo Yankelevich com a escritora Cris Morena. Já produziu vários filmes argentinos e Novelas Mexicanas incluindo Erreway: 4 Caminos.

## Biografia
Tomás é filho da produtora Cris Morena e do diretor e produtor de televisão Gustavo Yankelevich; além disso, possui um irmã mais nova Romina Yan.
Tomás é a quarte geração da família que se dedica a televisão, seu bisavô Jaime Yankelevich é considerado como um dos fundadores da televisão argentina.
Em 2008 se casou com Sofía Reca, com quem teve um filho, Inti Yankelevich, nascido em 24 de julho de 2010.

## Trabalhos

### Diretor
- Viver Tentando (2003) - Cinema[2]
- Amor mío (2005) - TV[3]

### Roteirista
- Viver Tentando (2003) - Cinema

### Produtor
- Popstars (2001) - TV
- Erreway: 4 caminos (2004) - Cinema
- Amor mío (2005) - TV
- Super Torpe (2011) - TV[4]
- Cuando Me Sonreís (2011) - TV[5]

- Somos Ángeles (2012) - TV